# نوشهره

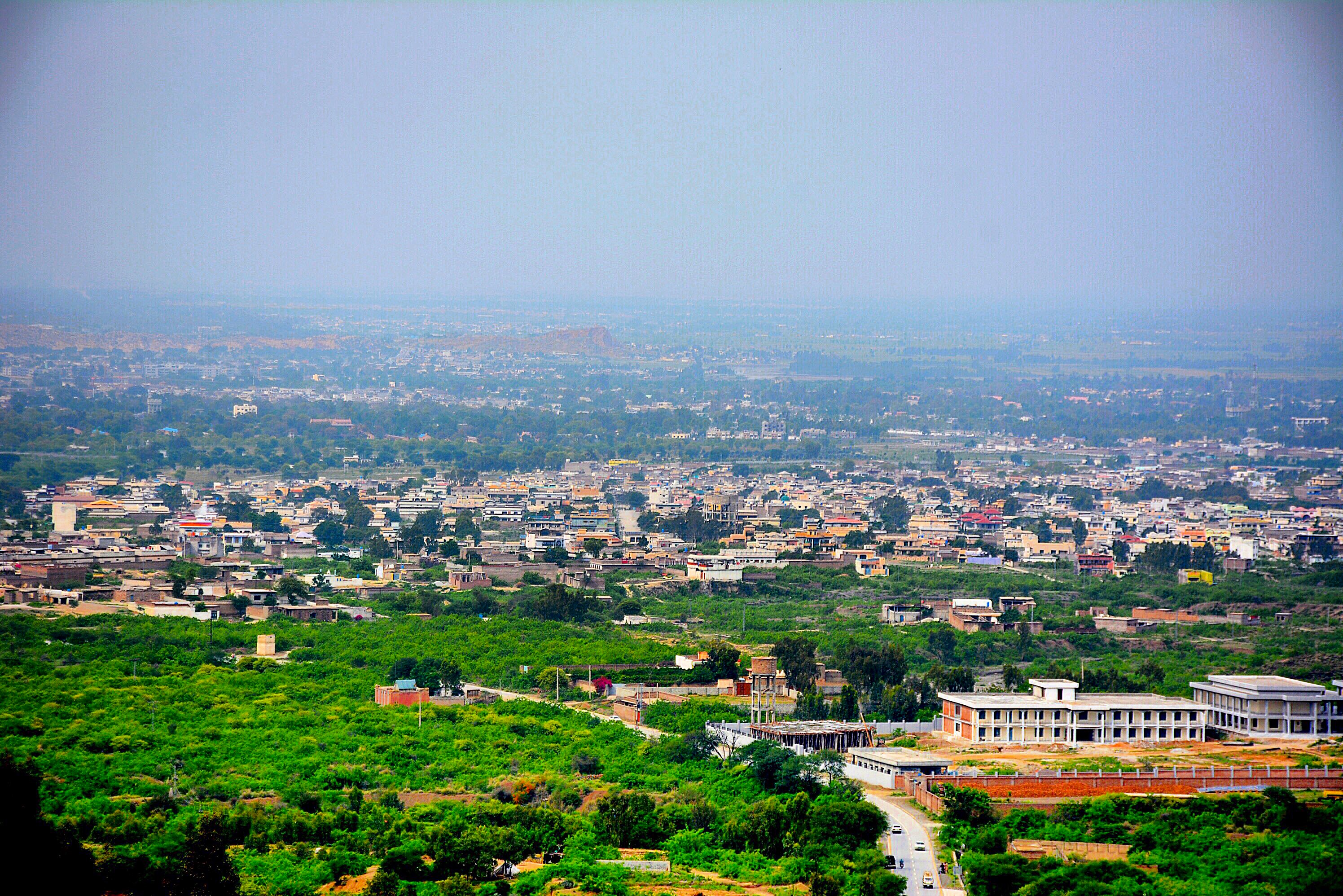
نمایی از نوشَهره در ایالت مرزی شمال غربی، پاکستان - ۲۰۱۶

نوشَهره (پشتو: نوښار) (به اردو: نوشہرہ) یکی از شهرهای کشور پاکستان است.
این شهر مرکز شهرستان نوشهره در ایالت مرزی شمال غربی است.